# 荘厳寺 (京都市)
荘厳寺（しょうごんじ）は京都府京都市下京区にある時宗の寺院。山号は佛光山。

## 歴史
応永12年（1405年）義縁により開山。高辻道場佛光山荘厳寺と称した。
応仁元年（1476年）5月戦乱により焼失。文明年間（1469年 - 1486年）に再建。
天正19年（1591年）豊臣秀吉により現在地に移転、朱印地二石を領した。その後荒廃したが、明暦年間（1655年 - 1657年）になって18第住職:圭堂が中興。
度重なる火災により再び荒廃してしまったが、明治3年（1870年）より復興した。

## 所在地情報
所在地
京都府京都市下京区本塩竈町592番地2
交通
- 鉄道
  - 清水五条駅（京阪電気鉄道京阪本線)

- バス
  - 河原町正面（京都市営バス）